# Тюманово
Тюма́ново (рос. Тюманово, марій. Тьымансола) — присілок у складі Гірськомарійського району Марій Ел, Росія. Входить до складу Кузнецовського сільського поселення.

## Населення
Населення — 59 осіб (2010; 71 у 2002).
Національний склад (станом на 2002 рік):
- гірські марійці — 99 %